# Penedo
Penedo est une ville brésilienne du sud-est de l'État de l'Alagoas.

## Géographie
Sa population était de 59 020 habitants au recensement de 2007. La municipalité s'étend sur 689 km2.